# Thabo Mbeki
Thabo Mbeki (Idutywa, 18. lipnja 1942.), bivši predsjednik Južne Afrike.
Borac protiv apartheida. Brata i sina su mu ubili u domovini. Nasljednik Nelsona Mandele. Proveo je 28 godina u egzilu.